# Ziggo Dome
Ziggo Domi és un pavelló multiusos situat a la ciutat d'Amsterdam, Països Baixos, que compta amb una capacitat per 17.000 persones. Va ser inaugurat el 2012. El recinte és utilitzat tant per a esdeveniments esportius així com per a esdeveniments musicals.
Marco Borsato va ser el primer artista a actuar el 24 de juny de 2012 amb la seva gira "DICHTBIJ". La banda de rock nord-americà Pearl Jam va ser el primer grup estranger al Ziggo Dome; van realitzar dos espectacles al juny de 2012 com a part de la seva gira europea. La cantant pop Madonna va interpretar les cançons del seu últim treball "MDNA" així com els seus grans èxits en les dues dates esgotades enfront de 29.172 fans en la seva gira "The MDNA Tour" els dies 7 i 8 de juliol.